# Atif Dudaković
Atif Dudaković, född den 2 december 1953 i Gradiška, är en före detta general i den bosniska armén, befälhavare för den femte armékåren innan han blev överbefälhavare för Federationen Bosnien och Hercegovinas armé. Under kriget hade han befälet i Bihać-enklaven som var helt omringad av serbiska styrkor, styrkor från Serbiska republiken Krajina och bosniakiska rebeller ledda av Fikret Abdić 1991 till 1995.
Den 5:e kåren försvarade enklaven och 1995 bröt den igenom belägringen och befriade städerna Bosanski Petrovac, Bosanska Krupa, Ključ, Sanski Most och var på väg att komma in Prijedor och Banja Luka innan USA tvingade fram ett slut på kriget.